# Castell d'Argimon
El castell termenat d'Argimon està situat a la comarca de la Selva, dalt d'un turó en un contrafort avançat de la Serralada Prelitoral, des d'on té un domini immediat sobre la vall de l'Esparra i la riera de Santa Coloma. També s'albira el territori comprés entre el Montseny i la serra del litoral de les Gavarres, controlant les planes de la Selva, lloc de pas de les vies de comunicació tradicionals.

## Història
L'any 925 surt esmentat el «castro Argemundo» a l'Atlas Històric de Catalunya. És un nom basat en un antropònim germànic, potser el del primer senyor anterior a l'any 1000. Es troba en el «Liber feudorum maior» que el vescomte Ponç Guerau de Cabrera, en una data compresa entre l'any 1050 i el 1076 va fer jurament de fidelitat al comte Ramon Berenguer I de Barcelona i Girona, especialment pels castells de Blanes i Argimon («castro de Argemundo»), Cabrera i per les torres i fortaleses de Girona. El vescomte Ponç jurà fidelitat novament entre 1096 i 1105 al comte Ramon Berenguer III pel «castro Argemundo». L'any 1106, Guerau Ponç II jurà fidelitat al mateix comte Ramon Berenguer III pels castells de Blanes, Argimon i Cabrera.
Duran els segles xii i xiii, els castlans d'aquest castell eren els Xetmar, originaris de Castellterçol. Al final del segle xii el rei Alfons I d'Aragó, concertà dos convenis (1190 i 1191) amb Ermengol VIII, el nou comte d'Urgell, per tal de repartir-se les propietats de Ponç III de Cabrera. El 1194, el rei va restituir al vescomte els seus castells. L'any 1196, el vescomte Ponç degué concedir en feu a Pere Ramon de Vilademany els castells d'Argimon i de Brunyola.
L'any 1367, es prengueren mesures contra Pere de Milany que de nit feia fer focs o senyals als castells de Montsoriu i d'Argimon per ajudar el vescomte Bernat III de Cabrera. Aquesta forma de fer senyals es troba documentada en altres llocs.
El mateix any 1367, el rei Joan I feu assetjar i destruir els castells d'Argimon i de Castelló d'en Bas que eren de Bernat III. Sembla que en aquest moment, Bernat de Vilademuls tenia el castell d'Argimon pel vescomte de Cabrera.

## Arquitectura
Situat sobre el Puig d'Argimon, a 450 metres del nivell del mar, l'actual Santuari correspon al segle xviii, d'estructura moderna, és emplaçat en el terreny on es dreçava l'antic castell d'Argimon “Castro Argimonte”. D'aquesta antiga edificació queden les restes d'una torre quadrada de vuit metres d'alçada que devia tenir tres plantes i la primitiva capella del segle xi, que és una capella romànica de dues naus i absis semicircular, amb restes de pintura mural. Les dues naus, paral·leles, estan adossades a la roca pel costat nord-occidental, irregular. La nau més meridional té un absis rodó i finestra de doble esqueixada. La portalada té una esvelta espadanya d'un sol ull, molt alta, possiblement de construcció posterior i edificada sobre la porta formada per dos arcs. L'espadanya no té campana. A l'interior trobem un altar de pedra que és del 1987.
A tramuntana es troba el Santuari d'una sola nau quadrangular, restaurada recentment. La Verge es troba en un cambril modern dissenyat per l'aqruitecte Narcís Negre l'any 1993, i és una còpia de l'origial. Adossat al Santuari hi ha la torre del campanar de la segona meitat del segle xix, de planta quadrada i murs arrebossats, amb obertures d'arcs apuntats i coberta a quatre vessants, construït el 1866. Té als extrems de la coberta pinacles. La façana és senzilla, paret arrebossada, una petita rosassa al centre i finestra circular a la part superior. L'entrada és amb porta de fusta i arc rebaixat. Davant d'aquesta entrada, hi ha un portal tancat amb reixa de ferro, que dona accés al pati que té sota la gran cisterna del castell. A l'esquerra es troba l'escala que mena al mirador, format per una gran terrassa.
A finals dels anys setanta els Amics del Santuari de la Mare de Déu d'Argimon van començar els treballs de conservació i millorament del conjunt arquitectònic del santuari, construint primerament la carretera.
El 1987 es va realitzar una intervenció que consistí en la neteja de l'interior de la zona de l'antiga capella, l'apuntalament del forat obert per relacionar les dues dependències, el reforçament de l'arc de comunicació entre les dues sales i la neteja i restauració de les voltes dels dos àmbits. També es van formar els pendents de la coberta, i es va construir, damunt d'aquesta, la terrassa mirador. Es va restaurar l'antiga espadanya. A l'interior de la capella es va netejar i restaurar els paraments i la volta i es va fixar l'arrebossat. Així com es va netejar i restaurar la resta de pintures del segle xviii. Finalment es va fer l'exploració del solat, la neteja i el buidatge d'un corredor de sortida del castell i la posterior col·locació d'un tancament i una reixa.

## Mare de Déu d'Argimon
L'església, dedicada a la Mare de Déu, era la capella del castell, afegida segurament ja al segle x. Tot i la destrucció del castell, la capella va conservar el culte fins al segle xvii. Al segle xviii es va bastir l'actual santuari. S'hi celebra l'aplec el segon diumenge de setembre i es canten els Goigs que hi ha dedicats a la Mare de Déu d'Argimon.